# 1901 en architecture
| Années de l'architecture : 1898 - 1899 - 1900 - 1901 - 1902 - 1903 - 1904    |
| Décennies de l'architecture : 1870 - 1880 - 1890 - 1900 - 1910 - 1920 - 1930 |

Cet article présente les faits marquants de l'année 1901 en architecture.

## Réalisations
- Construction de l'hôtel de ville de Philadelphie. Il devient le plus haut bâtiment en maçonnerie du monde.
- Frank Lloyd Wright construit la Willits House.
- Construction de la galerie d'art Whitechapel à Londres par C. Harrison Townsend.
- Construction de la graineterie Génin-Louis à Nancy par Henri Gutton et son neveu Henry Gutton.
- Construction du magasin Vaxelaire à Nancy par Émile André et Eugène Vallin.
- Joseph Hölzle remanie le Palais Pacelli à Munich, quartier de Schwabing, en style néo-baroque.
- Début de la construction du Palais de Yanduri à Séville.

## Événements
- Daniel Burnham et Peirce Anderson sont retenus pour construire l'Union Station à Washington.
- Début de la construction de la Wardenclyffe Tower à Shoreham (État de New York) par Nikola Tesla et Stanford White.

## Récompenses
- Prix de Rome : Jean Hulot.

## Naissances
- 2 février : Alberto Sartoris († 1998).
- 20 février : Louis Kahn († 17 mars 1974).
- 18 avril : Jean Prouvé († 23 mars 1984).
- 21 juin : François Bérenger († 17 décembre 1978).